# Jára Cimrman

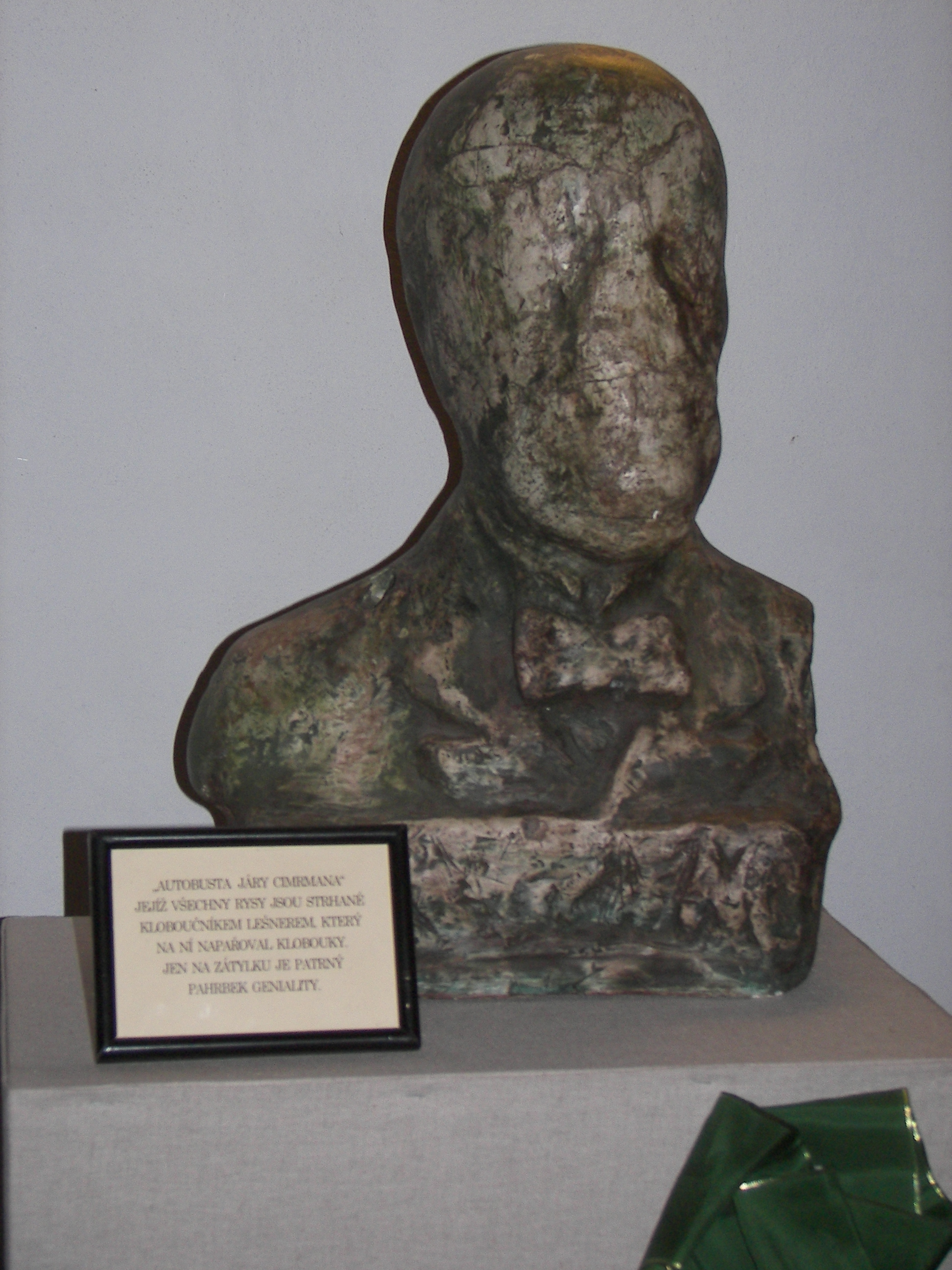
Jára Cimrman, zelfportret

Jára Cimrman (uitgesproken als het Duitse Zimmermann) is een bekend fictief persoon in Tsjechië, bedacht door Jiří Šebánek en Zdeněk Svěrák. Zijn creatie is vooral bedoeld om de draak te steken met typisch Tsjechische zaken. Rond Jára Cimrman is een hele cultuur ontstaan, onder meer het Žižkov Theater van Jára Cimrman en het museum in de Petřín-uitkijktoren zijn om deze figuur heen gebouwd. In de verkiezingen van de Grootste Tsjech in 2005 lag hij voorop, totdat de Tsjechische televisie bekendmaakte dat uitsluitend werkelijke personen konden meedingen naar de titel.
Jára Cimrman verscheen als figuur voor het eerst in het radioprogramma Vinárna U pavouka (Wijnkelder "bij de spin") in 1966.

## Biografie
Jára Cimrman zou tussen 1853 en 1859 (wanneer is niet precies bekend) geboren zijn te Wenen en voor het laatst met zekerheid waargenomen in 1914 te Liptákov in de Jizerské hory (Noord-Bohemen). Zijn moeder, Marlén Cimrmanová (geboortenaam mogelijk Jelinková), was een Oostenrijkse, zijn vader, Leopold Cimrman, was een Tsjech. Zelf wilde hij zich vooral een Tsjech voelen. Hij zou een van de grootste Tsjechische dramaturgen, dichters, muzikanten, leraars, reizigers, filosofen, uitvinders, rechercheurs en sportmensen van zijn tijd zijn geweest. In Liptákov werd (op 26 februari 1966) door dr. Evžen Hedvábný een kist met zijn "bezittingen" gevonden

### De werken van Jára Cimrman
Jára Cimrman heeft het voorstel voor het Panamakanaal gedaan aan de regering van de Verenigde Staten, inclusief een libretto voor een gelijknamige opera. Hij heeft hervormingen doorgevoerd in het schoolsysteem van Galicië. Samen met Ferdinand von Zeppelin construeerde hij het eerste luchtschip van Zweeds staal en met een gondola van Tsjechisch rijshout. Als anarchist is hij verbannen uit Duitsland met in zijn persoonlijke documenten de opmerking "onruststoker", wat er toe leidde dat het Zwitserse bedrijf Omega hem uitnodigde om de onrust (van een klok) te verbeteren voor hun lijn dameshorloges uitgebracht onder de naam Piccolo. Tegelijkertijd introduceerde hij onder zware omstandigheden in de Alpen de functie van baker en voerde die ook zelf enige tijd uit. Verder bestudeerde hij het leven van arctische kannibalen en terwijl hij vluchtte voor de uitgehongerde leden van de Mlask-stam, miste hij de Noordpool op nauwelijks zeven meter. In Paraguay richtte hij het eerste poppentheater op. In Wenen zette hij een politie-, muziek- en balletschool op. Hij voerde een uitgebreide correspondentie met George Bernard Shaw, die helaas zijn brieven niet beantwoordde. Hij is de ontdekker van yoghurt. Hij stond onbaatzuchtig een groot aantal beroemde persoonlijkheden bij: op zijn eigen rug droeg hij 45 staven pekblende naar de kelder van het echtpaar Curie, hij assisteerde professor Burian bij de eerste plastische chirurgie, voor Thomas Edison bewerkte hij het elektrische contact van de eerste gloeilamp, hij regelde de onderhuur voor Gustave Eiffel en complimenteerde Anton Tsjechov met zijn nieuwe verhalenbundel. Hij is de grondlegger van de filosofie van het externisme (als tegenhanger van het solipsisme: alles bestaat, behalve ik). Als enthousiaste natuurwetenschapper ontdekte hij de monopool (die tegenover de dipool staat), maar die ontdekking verdween in de vergetelheid en werd later opgepikt door de economen van de twintigste eeuw.

### Patriottisme
Altijd als Jára Cimrman zich onrustig voelde keerde hij graag terug naar huis. Zijn patriottisme is een bepalende karaktereigenschap. Het was de aanleiding dat hij werd opgesloten in de Habsburgse gevangenis, hierom leerde hij bijna vloeiend Tsjechisch, hierom – en dat toont zijn fanatisme het best aan – verbrak hij zijn vriendschap met Alois Jirásek. Hij kon deze namelijk niet vergeven dat hij in zijn boek Oude Tsjechische Verhalen een hoofdstuk opnam over de Ridders van Blanik die in een dal klaarstonden om de natie te hulp te schieten als de nood het hoogst zou zijn, want, zoals Cimrman hem in een brief schreef: "Gedurende de 300 jaar van de Habsburgse onderdrukking zijn ze nooit uitgereden, en op deze manier deprimeer je het Tsjechische volk met de stelling dat datgene wat het volk nu meemaakt, niets is ten opzichte van wat nog komen gaat".

### De kist
In februari 1966 werd in het dorp Liptákov de kist teruggevonden met een belangrijk deel van de "bezittingen" van Jára Cimrman. Een jaar later werd in Praag de Vereniging ter rehabilitatie van persoon en werken van Jára Cimrman opgericht. Deze vereniging stelt zich ten doel om met behulp van publicaties, radio en televisie en vooral theater het gedachtegoed van Jára Cimrman te populariseren.
Toen er tientallen jaren later ook toneelstukken van de hand van Jára Cimrman opdoken, stelde een groot aantal literaire wetenschappers publiekelijk het bestaan van Jára Cimrman ter discussie en vergeleken het met de vervalsingen die bekendstaan als het zelenohorský-manuscript en het královédvorský-manuscript.